# Xylota flukei
Xylota flukei är en tvåvingeart som först beskrevs av Charles Howard Curran 1941.  Xylota flukei ingår i släktet vedblomflugor, och familjen blomflugor. Inga underarter finns listade i Catalogue of Life.